# Geogarypus azerbaidzhanicus
Geogarypus azerbaidzhanicus är en spindeldjursart som beskrevs av Selvin Dashdamirov 1993. Geogarypus azerbaidzhanicus ingår i släktet Geogarypus och familjen Geogarypidae.
Artens utbredningsområde är Azerbajdzjan. Inga underarter finns listade i Catalogue of Life.